# Abbé Bessire
Arnold Bessire, bekannt als Abbé Bessire (* 30. September 1922 in Vermes im heutigen Kanton Jura, Schweiz; † 1. April 1999 in Zürich), war ein Schweizer Theologe, Musiker und Liedarrangeur.

## Leben und Ausbildung
Die Grundschule durchlief er in Delémont und Le Noirmont. Im Keller des Pfarrhauses in Delémont stand ein altes, verstimmtes Klavier, das den Knaben regelmässig zu Improvisationen verlockte. Das Notenlesen erlernte er innert Kürze autodidaktisch.
Nach einem 6-jährigen Theologiestudium wurde er im April 1949 in Laval (Mayenne) zum Priester geweiht. Nebenbei begann er zu komponieren und machte sich als Kirchenorganist einen Namen. Er begab sich nach seiner Priesterweihe in die Musikakademie von Wien und studierte dort das Orgelspiel. Er spielte auch Gitarre und Akkordeon. Des Weiteren betätigte er sich als Arrangeur und Texter. Im Jahr 1982 wurde er für seine musikalischen Verdienste mit dem Goldenen Violinschlüssel ausgezeichnet.
Ab dem Jahre 1966 und bis zu seinem Tode war er als Vikar in der Pfarrei Herz Jesu in Zürich-Wiedikon tätig. Die Bestattung fand am 8. April 1999 in Zürich statt.

## Werke
- 18 Schallplatten und 9 Musikkassetten von Aufnahmen mit seinen Chören, mit seinen selbst getexteten und komponierten Folksongs.
- «106 Negro», Lied- und Textheft (250 000 Exemplare in 9 Sprachen)
- «50 Negro Spirituals» en français pour le Canada et la Suisse française. (Begleitheft)